# François d'Escoubleau de Sourdis
François d'Escoubleau de Sourdis, född 25 oktober 1574 i Thouars, död 8 februari 1628 i Bordeaux, var en fransk kardinal och ärkebiskop. Han grundade det irländska colleget i Bordeaux år 1603.

## Biografi
François d'Escoubleau de Sourdis var son till François d'Escoubleau och Isabeau Babou de la Bourdasière. Sourdis studerade vid Collège de Navarre i Paris.
Sourdis var tidigt förlovad med Catherine Hurault de Cheverny, dotter till kungens kansler. Vid ett besök i Rom, där han mötte Federico Borromeo och Filippo Neri, ändrade han sig och beslutade sig för att bli präst. 
I mars 1599 utsåg påve Clemens VIII Sourdis till kardinalpräst; året därpå erhöll han Santi XII Apostoli som titelkyrka. I juli 1599 utnämndes han till ärkebiskop av Bordeaux och biskopsvigdes den 21 december samma år av kardinal François de Joyeuse. Sourdis deltog i konklaven i mars 1605, vilken valde Leo XI till ny påve, och i konklaven i maj samma år, vilken valde Paulus V. 
Kardinal Sourdis avled 1628 och har fått sitt sista vilorum i kartusianklostrets kyrka i Bordeaux.